# Camponotus eugeniae
Camponotus eugeniae är en myrart som beskrevs av Auguste-Henri Forel 1879. Camponotus eugeniae ingår i släktet hästmyror, och familjen myror.

## Underarter
Arten delas in i följande underarter:
- C. e. amplior
- C. e. eugeniae